# The World's Great Snare
The World's Great Snare è un film muto del 1916 diretto da Joseph Kaufman. Prodotto dalla Famous Players Film Company e distribuito dalla Paramount Pictures, aveva come interpreti Pauline Frederick, Irving Cummings, Ferdinand Tidmarsh, Frank Evans, Riley Hatch, Buckley Starkey.
La sceneggiatura si basa sull'omonimo romanzo di E. Phillips Oppenheim pubblicato a Londra nel 1896.

## Trama
Avendo saputo dalla madre morente di essere l'erede di un titolo nobiliare, Bryan si reca a San Francisco per rintracciare Huntley, l'ex maggiordomo che è in possesso dei documenti comprovanti la nobiltà di Bryan. Alcuni di questi documenti sono stati ceduti da Huntley a un giocatore professionista, Rutten, come pagamenti di alcuni debiti di gioco. Huntley è un uomo brutale e la sua amante, Myra, lo lascia per tornare al suo vecchio mestiere di ballerina in una sala da ballo. Lì, viene difesa da Bryan quando Rutten le fa delle pesanti avances. I due si innamorano, ma Bryan, quando trova lavoro in una miniera, la lascia, anche a causa della pessima fama di Myra, considerata una donna promiscua.
Myra, però, lo segue. La donna ha deciso che riprenderà le carte per lui, anche se questo vorrà dire che lo perderà per sempre. Riesce a recuperare quelle in possesso di Huntley che viene ucciso da uno dei suoi nemici. Sorpresa presso il cadavere, Myra viene accusata dell'omicidio ma riesce a sfuggire alla legge con l'aiuto di Bryan. Si fa dare i documenti mancanti da Rutten, promettendogli di diventare la sua amante quando Bryan sarà partito per l'Inghilterra. Felice di entrare in possesso di quelle preziose carte, Bryan sta per partire. Ma poi decide di tornare da Myra, proprio in tempo per evitare che la donna mantenga la promessa fatta a Rutten.

## Produzione
Il film fu prodotto dalla Famous Players Film Company.

## Distribuzione
Il copyright del film, richiesto dalla Famous Players Film Co., fu registrato il 1º giugno 1916 con il numero LU8393.
Distribuito dalla Paramount Pictures, il film uscì nelle sale cinematografiche statunitensi il 25 giugno 1916. In Francia, fu distribuito il 20 aprile 1923 con il titolo Un coeur de femme.
Non si conoscono copie ancora esistenti della pellicola che viene considerata presumibilmente perduta.